# Give in to Me
"Give In to Me" foi o sexto single, lançado em 1993, do álbum Dangerous, de Michael Jackson, lançado em 1991. O single foi um sucesso absoluto na Nova Zelândia, alcançando a 1ª posição por quatro semanas consecutivas. É o segundo maior sucesso de Jackson na Nova Zelândia, ficando atrás apenas de "Billie Jean".
A canção tem participação do na época guitarrista do Guns N' Roses, Slash, que viria a aparecer em todos os álbuns seguintes do cantor. O lado-B do single vem com outras canções de rock do cantor, como "Dirty Diana" e "Beat It" (com participações de Steve Stevens e Eddie Van Halen, respectivamente).

## Música
Desde que "Beat It", havia quebrado barreiras raciais em 1983 fazendo rádios voltadas para o público branco tocar músicas de artistas negros e vice-versa, Michael Jackson decidiu investir mais no rock, sempre convidando grandes guitarristas para fazer solos em suas músicas. Michael então convidou Slash, guitarrista que estava no auge na época, para fazer uma participação no seu novo álbum Dangerous. O guitarrista fez uma participação na música "Black or White", tocando o riff introdutório. Jackson nem estava na sessão quando Slash gravou sua parte, o que o deixou decepcionado, segundo Bottrell, produtor do single.
Um ano depois, Slash recebeu uma ligação de MJ. Ele tinha uma poderosa balada, "Give In to Me", e queria que Slash fizesse um solo. "Ele me mandou uma fita com a música e não tinha nenhuma guitarra, a não ser algumas pegadas lentas. Liguei para ele e cantei pelo telefone o que queria fazer" disse Slash. Durante as gravações de Give In to Me, Michael e Slash finalmente se encontraram.

## Videoclipe
No curta de "Give In to Me", Michael aparece como se fosse membro de uma banda de rock. No video, além de Slash, outros membros do Guns N' Roses aparecem, como Gilby Clarke e Teddy Andreadis. A última cena mostra um volt escorrendo sobre o corpo de Michael e Slash, um efeito não intencional que foi mantido, por uma última vez antes de desaparecer. De acordo com Jackson - quando foi entrevistado por Oprah Winfrey em 1993 - o clipe foi filmado em cerca de apenas 2 horas na Alemanha antes do primeiro concerto da turnê Dangerous na cidade alemã de Munique, em 1992. A pirotecnia que aparece no vídeo é gerada por computador e seus efeitos foram adicionados depois, pela edição.

## Influência
A finalista do American Idol, Allison Iraheta, cantou a música durante a competição, e uma versão de estúdio foi lançada posteriormente no álbum do programa.
O rapper Eminem usou elementos da canção em Under the Influence do álbum The Marshall Mathers.
A guitarrista Orianthi, da última turnê de Jackson, This Is It, costuma fazer cover da canção em suas apresentações.

## Desempenho nas paradas
| Paradas (1993)                          | Melhor posição |
| --------------------------------------- | -------------- |
| Austrália Australian Singles Chart      | 4              |
| Áustria Austrian Singles Chart          | 12             |
| Países Baixos Dutch Singles Chart       | 3              |
| European Hot 100 Singles                | 3              |
| França French Singles Chart             | 7              |
| Irlanda Irish Singles Chart             | 2              |
| Nova Zelândia New Zealand Singles Chart | 1              |
| Noruega Norwegian Singles Chart         | 7              |
| Suécia Swedish Singles Chart            | 15             |
| Suíça Swiss Singles Chart               | 7              |
| Reino Unido UK Singles Chart            | 2              |
| Paradas (2009)                          | Melhor posição |
| Suíça Swiss Singles Chart               | 35             |
| Reino Unido UK Singles Chart            | 74             |
| Paradas (2011)                          | Melhor posição |
| Hungria Hungarian Singles Chart         | 8              |